# Jewgeni Jakowlewitsch Perepjolkin

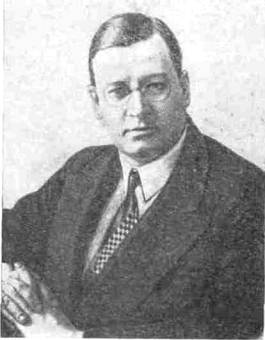
Jewgeni Jakowlewitsch Perepjolkin

Jewgeni Jakowlewitsch Perepjolkin (russisch Евгений Яковлевич Перепёлкин, in englischer Transliteration Yevgeny Yakovlevich Perepyolkin, * 19. Februarjul. / 4. März 1906greg. in Sankt Petersburg; † 13. Januar 1938 in Mariinsk) war ein sowjetischer Astronom.
Da der Vorname in wissenschaftlicher Transliteration auch als Evgenij wiedergegeben werden kann, findet man in Veröffentlichen auch E. Perepeklin bzw. E. J. Perepelkin.
Der Ägyptologe Juri Jakowlewitsch Perepjolkin (1903–1984) ist sein älterer Bruder.

## Leben
Jewgeni Jakowlewitsch Perepjolkin wurde am 4. März 1906 als Sohn eines bekannten Artillerieingenieurs der Marine in Sankt Petersburg geboren. Die Familie zog 1917 nach Sewastopol (Krim), wo er 1922 die Schule absolvierte. Anschließend ging er an die Fakultät für Mathematik und Physik von Simferopol, ebenfalls auf der Krim. Nach der Schließung der Fakultät 1924 wechselte er an die Universität seiner Geburtsstadt, die mittlerweile in Leningrad umbenannt worden war. Dort beendete er 1925 sein Astronomie-Studium. 
Anschließend setzte er seine Studien am Pulkowo-Observatorium fort und wurde 1929 mit einer Dissertation über Parallaxe, Eigenbewegung und weiteren Eigenschaften von Barnards Pfeilstern promoviert. Ab 1934 arbeitete er als Professor am Observatorium und leitete dessen astrophysikalisches Laboratorium.
Perepjolkins wissenschaftliches Interesse galt hauptsächlich der Sonne. Er erforschte aber auch Spektren und Eigenbewegungen anderer Sterne.
Im Rahmen der sogenannten Pulkowo-Affaire wurde Perepjolkin am 11. Mai 1937 verhaftet. Am 17. Juni 1937 wurde er zu fünf Jahren Gefängnis und anschließendem dreijährigen Verlust seiner Rechte verurteilt. Am 25. Dezember, während der Haftverbüßung im Strafgefangenenlager Mariinsk, verhängte eine Sondertroika des NKWD die Todesstrafe durch Erschießen, diese wurde am 13. Januar 1938 vollstreckt. Posthum wurde das Urteil am 7. September 1956 durch einen Beschluss des Obersten Gerichtshofs der RSFSR aufgehoben und Perepjolkin vollständig rehabilitiert.

## Ehrungen
- Im Jahre 1970 benannte die Internationale Astronomische Union den Mondkrater Perepelkin offiziell nach Jewgeni Jakowlewitsch Perepjolkin.[3]
- 1973 wurde auch der Marskrater Perepelkin nach Perepjolkin benannt.[4]

## Veröffentlichungen
- Perepelkin, E. J.: Observations, faites sur la planète Mars en 1924 (Beobachtungen auf dem Planeten Mars aus dem Jahre 1924). In: Astronomische Nachrichten. Band 227, Nr. 14, 1927, S. 231–238, bibcode:1926AN....227..231P (französisch).
- Perepelkin, E. J.: Mikrometermessungen der Höhe der Sonnenchromosphäre. In: Astronomische Nachrichten. Band 229, Nr. 13, 1927, S. 213–222, bibcode:1927AN....229..213P.
- V. Hase, E. Perepelkin: The rotation period of the Sun derived from the H and K calcium lines of the prominences. (Die Rotationsdauer der Sonne, abgeleitet aus den H und K Kalzium-Linien der Protuberanzen). In: Astronomische Nachrichten. Band 236, Nr. 7, 1929, S. 113–116, bibcode:1929AN....236..113H (englisch).
- Perepelkin, E. J.: Über die Rotationsgeschwindigkeit der verschiedenen Schichten der Sonne. Mit 1 Abbildung. In: Zeitschrift für Astrophysik. Band 6, 1933, S. 121–127, bibcode:1933ZA......6..121P.
- Perepelkin, E. J.: Über die Struktur der Sonnenchromosphäre. Mit 2 Abbildungen. In: Zeitschrift für Astrophysik. Band 6, 1933, S. 245–258, bibcode:1933ZA......6..245P.
- Perepelkin, E. J.: The ultra-violet radiation of the Sun and the prominences. (Die ultra-violette Strahlung der Sonne und der Protuberanzen). In: Циркуляр ГАО. Band 10, 1934, S. 7–8 (englisch).
- Melnikov, O. A., Perepelkin, E. J.: Study of Helium D3 Line in the Spectrum of Chromosphere (Untersuchung der Helium D3-Linie im Spektrum der Chromosphäre). In: Mitteilungen der Nikolai-Hauptsternwarte zu Pulkowo. Band 14, 1935, S. E1-E16, bibcode:1935MiPul..14E...1P (englisch).
- Е. Я. Перепёлкин: Проблема вращения Солнца, как она представляется в настоящее время (Das Problem der Sonnenrotation, wie es sich gegenwärtig darstellt). In: Успехи астрономических наук. Band 4, 1935, S. 3–21 (russisch).
- A. N. Deutsch, E. J. Perepelkin: Eigenbewegungen von 3189 Sternen in den Kapteynschen Arealen in den Zonen +75° und + 60° und in dem Areal 28 (Zone + 45°). Hrsg.: Izd. Glavnoj Astronomičeskoj Observatorii v Pulkove. Leningrad 1935.